# Фантомна кінцівка
Фантомна кінцівка — це відчуття, що ампутована або відсутня кінцівка все ще прикріплена. Це хронічний стан, який часто не піддається лікуванню.  Коли розрізані кінці сенсорних волокон стимулюються під час рухів стегна, пацієнт відчуває, ніби відчуття виникає від неіснуючої кінцівки. Іноді пацієнт відчуває біль у неіснуючій кінцівці. Приблизно 80–100 % людей з ампутацією відчувають відчуття в ампутованій кінцівці. Однак лише невеликий відсоток відчуватиме хворобливі фантомні відчуття кінцівок (фантомний біль). Ці відчуття відносно поширені у людей з ампутованими кінцівками і зазвичай зникають протягом двох-трьох років без лікування. Дослідження продовжують вивчати основні механізми виникнення фантомного болю в кінцівках (PLP) і ефективні варіанти лікування.

## Ознаки та симптоми
Більшість (80–100 %) людей з ампутованими кінцівками відчувають фантомну кінцівку, при цьому деякі з них не відчувають болю.  Людина з ампутованими кінцівками може дуже сильно відчувати, що фантомна кінцівка все ще є частиною тіла.
Люди іноді відчувають, ніби вони жестикулюють, відчувають свербіж, посмикування або навіть намагаються підняти речі.  Відсутня кінцівка часто здається коротшою, може здаватися, що вона перебуває у спотвореному та болючому положенні. Іноді біль може посилюватися стресом, тривогою та зміною погоди.  Вплив екстремальних погодних умов, особливо низьких температур, може викликати підвищену чутливість до відчуття. Фантомний біль у кінцівках зазвичай періодичний, але в деяких випадках може бути безперервним. Частота та інтенсивність нападів зазвичай зменшується з часом.
Придушені спогади у фантомних кінцівках потенційно можуть пояснити причину існуючих відчуттів після ампутації. Зокрема, було кілька повідомлень пацієнтів про хворобливі стискаючі спазми у фантомній руці з відчуттям, ніби нігті впиваються в долоні. Моторна потужність посилюється через відсутність кінцівки; тому пацієнт може відчувати надлишок інформації, як біль. Пацієнт містить витіснені спогади з попередніх рухових команд щодо стиснення руки та сенсорну інформацію від впивання нігтів у долоню. Ці спогади залишаються завдяки попереднім нейронним зв'язкам у мозку.

## Синдром фантомної кінцівки
Незважаючи на те, що термін «фантомна кінцівка» був введений лікарем на ім'я Сайлас Вейр Мітчелл лише в 1871 році, про це явище вже з'являлися повідомлення раніше.  Один із перших відомих медичних описів феномену фантомних кінцівок був написаний французьким військовим хірургом Амбруазом Паре у шістнадцятому столітті. Паре помітив, що деякі з його пацієнтів продовжували повідомляти про біль у видаленій кінцівці після того, як він виконав ампутацію.  Протягом багатьох років домінуючою гіпотезою про причину фантомних кінцівок було подразнення периферичної нервової системи в місці ампутації (невринома). Наприкінці 1980-х років Рональд Мелзак визнав, що опис периферичної невроми не може бути правильним, оскільки багато людей, які народилися без кінцівок, також мали фантомні кінцівки.  Відповідно до Мелзака, відчуття тіла створюється широкою мережею взаємопов'язаних нейронних структур, яку він назвав «нейроматрицею».
Дослідник Понс і його колеги (1991) з Національного інституту здоров'я (NIH) показали, що первинна соматосенсорна кора у макак зазнає суттєвої реорганізації після втрати сенсорного введення.
Почувши про ці результати, В. С. Рамачандран припустив, що фантомні відчуття кінцівок у людей можуть бути наслідком реорганізації соматосенсорної кори головного мозку людини. Рамачандран і його колеги проілюстрували цю гіпотезу, показавши, що погладжування різних частин обличчя призводить до відчуття дотику до різних частин відсутньої кінцівки. Пізніше сканування мозку людей з ампутованими кінцівками показало такий самий вид коркової реорганізації, який Понс спостерігав у мавп.  Рамачандран також виконав першу в світі операцію з ампутації фантомної кінцівки, попросивши пацієнтів візуалізувати відсутню кінцівку, що полегшувало біль і в довгостроковій перспективі повністю сприяло зникненню відчуття фантомної кінцівки — метод тепер відомий як дзеркальна терапія.
Дезадаптивні зміни в корі можуть бути причиною деяких, але не всіх фантомних болів у кінцівках. Дослідники болю, такі як Тамар Макін (Оксфорд) і Маршалл Девор (Єврейський університет, Єрусалим), стверджують, що фантомний біль у кінцівках є насамперед результатом «сміттєвих» надходжень із периферичної нервової системи.  Незважаючи на велику кількість досліджень нейронних механізмів, що лежать в основі фантомного болю в кінцівках, досі немає однозначної думки щодо його причини. Можуть бути залучені як мозок, так і периферична нервова система.
Тривають дослідження більш точних механізмів і пояснень.

### Диференціація відчуттів кінцівок
Синдром фантомної кінцівки (PLS) — це відчуття, що ампутована або відсутня кінцівка все ще прикріплена до тіла. Це відрізняється від залишкового болю в кінцівках (RLP), який часто відчувають люди після ампутації. Хоча RLP виникає в решті або залишковій частині тіла, біль або відчуття, пов'язані з PLS, можуть виникати у всій кінцівці або лише в одній частині відсутньої кінцівки. Фантомна кінцівка також може проявлятися двома способами: фантомний біль у кінцівці або фантомні відчуття в кінцівках. Фантомний біль у кінцівках — це хворобливе або неприємне відчуття в місці ампутованої кінцівки. Фантомні відчуття — це будь-які інші безболісні відчуття, що виникають в області ампутованої або відсутньої кінцівки.

#### Види фантомних відчуттів
Розрізняють 3 типи фантомних відчуттів:.
- кінетичні фантомні відчуття — це сприйняті рухи ампутованої частини тіла (тобто відчуття згинання пальців ніг).
- кінестетичні фантомні відчуття пов'язані з розміром, формою або положенням ампутованої частини тіла (тобто відчуття, ніби ваша рука перебуває в скрученому положенні).
- екстероцептивні фантомні відчуття пов'язані з відчуттями, які відчуває ампутована частина тіла (тобто відчуття дотику, тиску, поколювання, температури, свербіння та вібрації).

Додаткове відчуття, яке відчувають деякі люди з ампутаціями, відоме як телескоп. Телескопування — це коли ви відчуваєте, ніби ваша ампутована кінцівка стає все ближче до вашого тіла через прогресуюче скорочення.

### Нервові механізми
Інформація про біль, температуру, дотик і тиск передається до центральної нервової системи через передньолатеральну систему (спинно-таламічні шляхи, спиноретикулярний тракт, спіномезенцефалічний тракт), причому інформація про біль і температуру передається через латеральні спинно-таламічні тракти до первинної сенсорної кори, розташованої в постцентральній звивині в тім'яній частці, де сенсорна інформація представлена соматотропно, утворюючи чуттєвий гомункул.  Соматотопічна репрезентація, здається, є фактором у переживанні фантомних кінцівок, при цьому більші регіони сенсорного гомункула зазвичай відчувають більше фантомних відчуттів або болю. Ці області включають руки, ноги, пальці рук і ніг.
При синдромі фантомної кінцівки є сенсорний сигнал, що вказує на біль від частини тіла, яка більше не існує. Це явище досі не повністю вивчене, але існує гіпотеза, що воно спричинене активацією соматосенсорної кори.  Одна з теорій полягає в тому, що це може бути пов'язано з центральною сенсибілізацією, що є загальним досвідом серед людей з ампутованими кінцівками. Центральна сенсибілізація — це коли спостерігаються зміни в реагуванні нейронів у спинному розі спинного мозку, який відповідає за обробку соматосенсорної інформації, через підвищення активності периферичних ноцицепторів. Периферичні ноцицептори — це сенсорні нейрони, які сповіщають нас про потенційно шкідливі подразники.
Існують теорії, згідно з якими феномен фантомної кінцівки може бути пов'язаний з реорганізацією соматосенсорної кори головного мозку після видалення кінцівки. Коли тіло отримує тактильний сигнал біля залишкової кінцівки, мозок переконаний, що сенсорний сигнал отримано від ампутованої кінцівки, оскільки інша область мозку взяла на себе контроль. Вважається, що реорганізація пов'язана з сенсорно-дискримінаційними частинами болю, а також з афективно-емоційними частинами (тобто острівцем, передньою поясною корою та лобовою корою).
Фантомні відчуття також можуть виникати, коли відбулося пошкодження периферичного нерва, що призвело до деаферентації. Це викликає зміни в спинному розі спинного мозку, який зазвичай має гальмівний вплив на сенсорну передачу.

## Лікування
Більшість підходів до лікування протягом останніх двох десятиліть не показали стабільного поліпшення симптомів. Підходи до лікування включали такі ліки, як антидепресанти, стимуляція спинного мозку, вібраційна терапія, акупунктура, гіпноз і біологічний зворотний зв'язок.  Немає надійних доказів того, чи якесь лікування є ефективнішим за інші.
Більшість методів лікування не дуже ефективні.  Кетамін або морфін можуть бути корисними під час операції.  Морфін може бути корисним протягом тривалих періодів часу.  Докази для габапентину неоднозначні.  Периневральні катетери, які забезпечують місцеву анестезію, мають слабкі докази ефективності, коли їх встановлюють після операції з метою запобігання фантомного болю в кінцівках.
Одним із підходів, який зацікавив громадськість, є використання дзеркала. Дзеркальна коробка забезпечує відображення неушкодженої руки або кінцівки, що дозволяє пацієнту «пересувати» фантомну кінцівку та розтискати її з потенційно болючих положень.
Незважаючи на те, що дзеркальна терапія була представлена В. С. Рамачандраном на початку 1990-х років, до 2009 року було проведено мало досліджень щодо неї, і більшість подальших досліджень були низької якості, згідно з оглядом 2016 року.  Огляд 2018 року, який також критикував наукову якість багатьох звітів про дзеркальну терапію (МТ), виявив 15 якісних досліджень, проведених між 2012 і 2017 роками (із сукупності 115 публікацій), і зробив висновок, що «МТ, здається, є ефективним у полегшенні ПЛП, зменшуючи інтенсивність і тривалість щоденних епізодів болю. Це дійсне, просте та недороге лікування для PLP.»

## Інші фантомні відчуття
Фантомні відчуття також можуть виникати після видалення частин тіла, крім кінцівок, наприклад, після ампутації грудей, видалення зуба (біль у фантомному зубі)  або видалення ока (синдром фантомного ока).
Фантомні відчуття були помічені в трансгендерній спільноті. Деякі люди, які перенесли операцію зі зміни статі (SRS), повідомили про відчуття фантомних статевих органів. Повідомлення були менш поширені серед післяопераційних трансгендерних жінок, але мали місце серед трансгендерних чоловіків. Задокументовано, що фантомні пеніси у чоловіків-трансгендерів до SRS подібні до частоти фантомних відчуттів у цис-чоловіків після пенектомії. Подібним чином суб'єкти, які перенесли мастектомію, повідомили про наявність фантомних грудей; ці повідомлення були значно рідше серед трансгендерних чоловіків після операції.